# Milichia gigantea
Milichia gigantea är en tvåvingeart som beskrevs av Deeming 1979. Milichia gigantea ingår i släktet Milichia och familjen sprickflugor. Inga underarter finns listade i Catalogue of Life.